# Bajona (Clariana de Cardener)
Bajona o Bajona de Joval és una masia situada al municipi de Clariana de Cardener a la comarca catalana del Solsonès inclosa a l'Inventari del Patrimoni Arquitectònic de Catalunya.

## Situació
Es troba al nord-oest del terme municipal, en el disseminat de l'antic nucli de Joval. S'aixeca al vessant de llevant del serrat de l'Isidre, als plans que s'estenen a les carenes del marge dret del Cardener, damunt les aigües de l'embassament de Sant Ponç.
Al km. 74,4 de la carretera de Manresa (C-55)(41° 57′ 44″ N, 1° 34′ 37″ E / 41.962271°N,1.576932°E), enfront d'una gasolinera, una pista ben senyalitzada hi mena en 1 km. A la casa hi trobem les instal·lacions de la Granja escola Can Bajona.

## Descripció

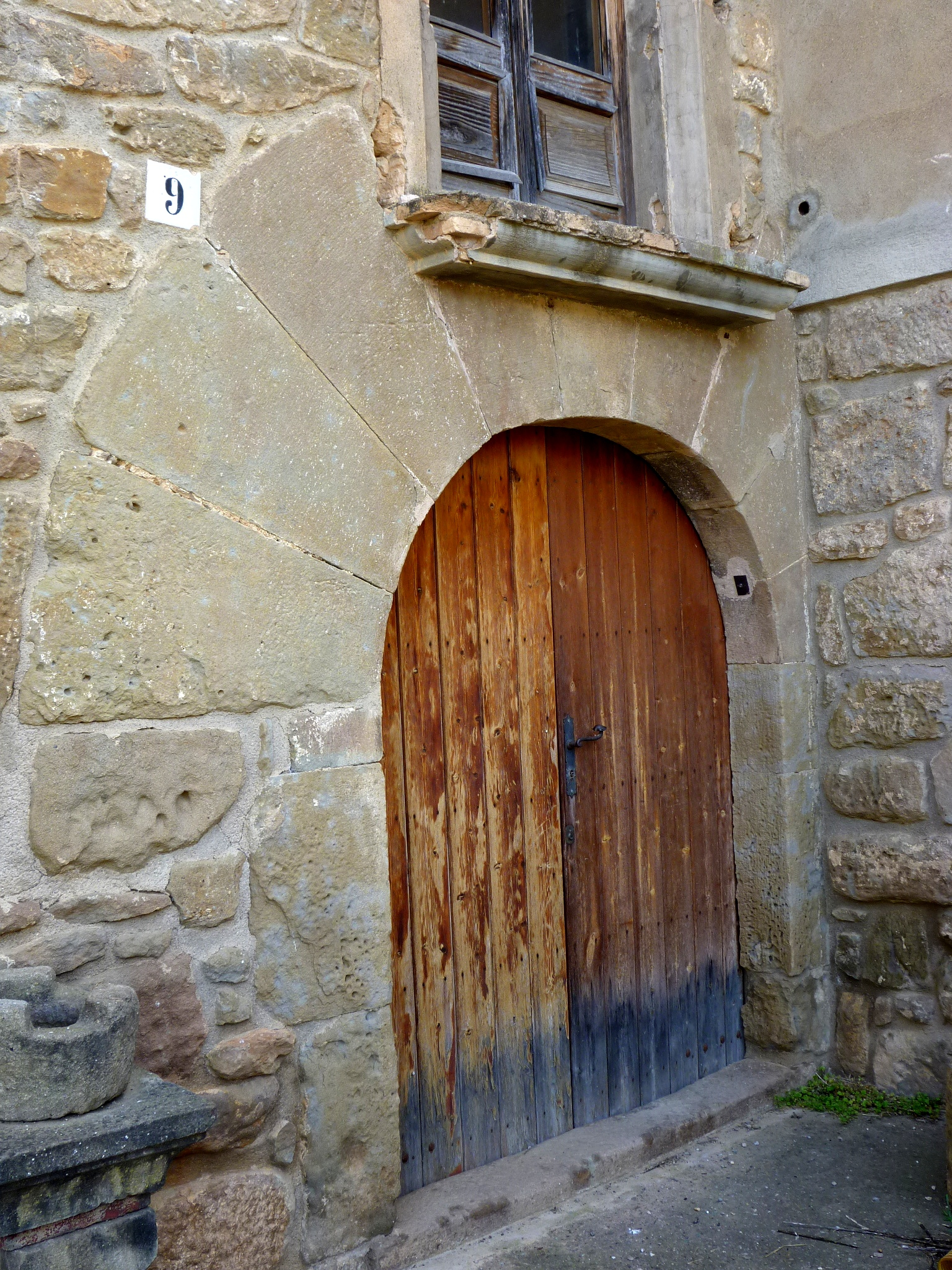
Portal

Masia de planta rectangular amb teulada a dos vessants. Té orientació nord-sud. La porta està a la cara est, és d'arc de mig punt adovellat. La façana està molt reformada per l'obertura de balconades. A la paret est, al costat de la porta hi ha una nova construcció (del segle xix) de planta rectangular i amb una gran terrassa a la part superior que comunica interiorment amb la casa. Entrada de pedra amb el sostre de bigues. El parament és de pedres irregulars excepte en les cantonades que són de pedra picada i tallada.
Adossada a la cara sud, hi ha una petita capella orientada a l'est, de planta rectangular i escala exterior d'entrada, amb un petit campanar d'espadanya. Façana arrebossada d'estil neoclàssic amb la porta principal d'arc escarser, a sobre un balcó i, a un altre nivell, un òcul; una motllura emmarca les obertures i els extrems de la façana.

## Notícies històriques
La casa Bajona és una de les més antigues que es coneixen en el municipi de Clariana, malgrat que ha sofert moltes reformes.